# Арбатский тоннель
Арба́тский тонне́ль — транспортная развязка на пересечении Нового Арбата и Бульварного кольца; соединяет Никитский и Гоголевский бульвары. Построена в 1964 году.
Количество тоннелей — 2, в каждом — 3 полосы движения. Построен котлованным способом в 1964 году, общая длина 336 метров,  подземной части — около 58 метров.

## История
Ранее на месте тоннеля располагалась церковь Бориса и Глеба, впервые упомянутая в летописи под 1453 годом. В 1763 - 1767 годах на средства и по заказу канцлера А. П. Бестужева-Рюмина церковь снесли и построили новую под руководством архитектора К. И. Бланка. В 1922 году принято решение снести храм, как мешающий движению транспорта, что и было осуществлено в 1930 году.
В 1931 году К. С. Мельников предложил проект реконструкции Арбатской площади с пропуском основного транспортного потока по Арбату и циркуляцией транспорта по площади по полукругу вокруг входа в метро и общественного пространства-амфитеатра. Над площадью планировалось построить дом-арку.
Разработанный в 1962 году проект строительства проспекта Калинина не предусматривал строительства развязки в туннеле. По одной из версий, туннель был построен для обеспечения возможности беспрепятственного проезда по правительственной трассе.

## Интересные факты
- Летом 1963 года на Арбатской площади вскрывали асфальт для прокладки тоннеля под Новым Арбатом с помощью САУ на базе Т-34, не останавливая движения по площади троллейбусов № 15 и 31.